# 玫瑰海鮋
玫瑰海鮋，為輻鰭魚綱鮋形目鮋亞目鮋科的其中一種，為熱帶海水魚，分布於西太平洋印尼海域，體長可達28公分，棲息在底層水域，生活習性不明。

## 扩展阅读
維基物種上的相關：玫瑰海鮋